# Antrocephalus clariscapus
Antrocephalus clariscapus är en stekelart som först beskrevs av Alan Parkhurst Dodd 1917.  Antrocephalus clariscapus ingår i släktet Antrocephalus och familjen bredlårsteklar. Inga underarter finns listade i Catalogue of Life.